# Glacier d'Ossoue
Pour les articles homonymes, voir Ossoue.
Le glacier d'Ossoue est un glacier des Pyrénées situé dans le massif du Vignemale, sur le versant nord de la frontière franco-espagnole dans le département des Hautes-Pyrénées en région Occitanie.
C'est le seul glacier de langue imposant de la chaîne, et le deuxième en superficie après le glacier de l'Aneto mais devant ceux du Mont-Perdu et de la Maladeta.

## Géographie

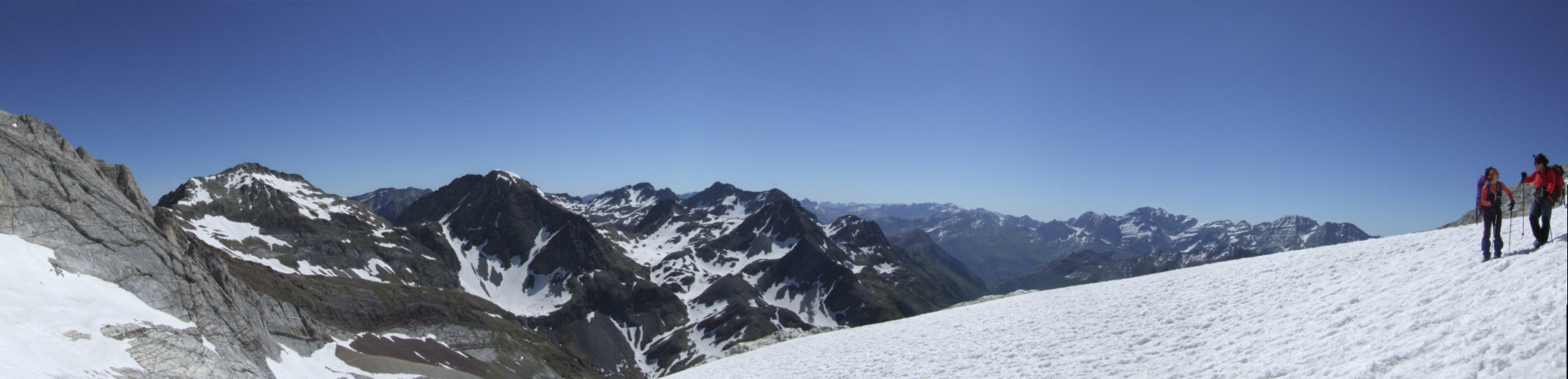
Vue du haut du glacier

Selon l'association Moraine, association pyrénéenne de glaciologie, le glacier d'Ossoue est en 2011 le plus étendu côté français, avec une superficie de 45 hectares (et deuxième des Pyrénées derrière celui de l'Aneto en Espagne avec 62,2 hectares). La même association indique qu'il a perdu 32,4 mètres d'épaisseur, est passé de 58 à 31 hectares  et son front a reculé de 171 mètres sur la période 2001-2021. S'étageant entre 2 800 et 3 200 mètres d'altitude, il est entouré de nombreux sommets de plus de 3 000 mètres dont le Vignemale, la pointe Chausenque ou encore le Montferrat qui dominent sa partie haute. Au milieu du XIXe siècle, sa surface atteignait les 110 hectares et au début du XXIe siècle, sa longueur dépassait encore les deux kilomètres. En 2019, il ne fait plus que 1,4 km de long pour 300 mètres de large.
Son enneigement et sa praticabilité sont en général bons au début de l'été, mais son état se détériore rapidement ensuite, selon les années : il n'est pas rare d'y trouver des crevasses en fin de saison estivale, particulièrement dans sa partie basse, sous le Petit Vignemale.

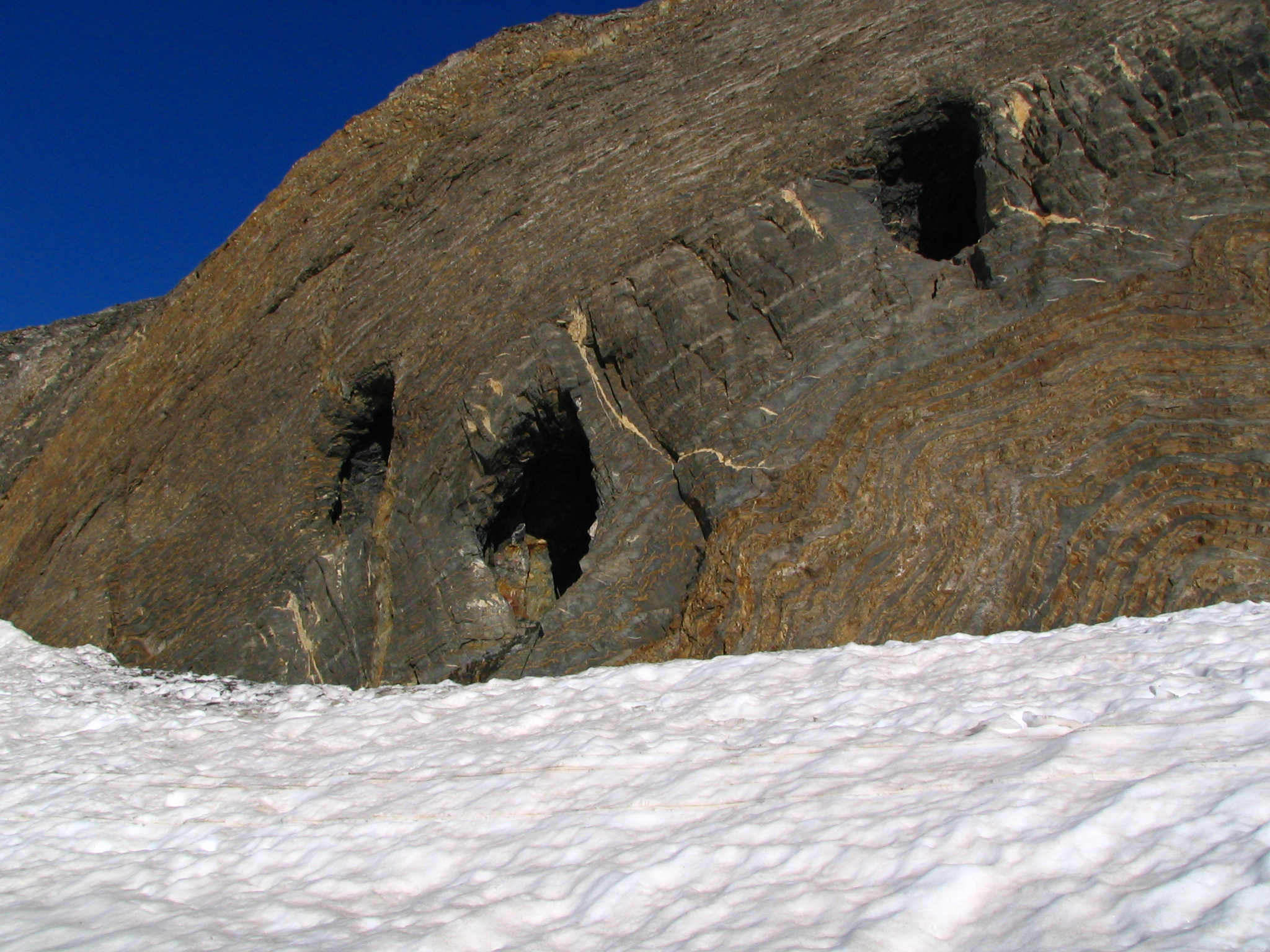
Les grottes d'Henry Russell.

L'épaisseur du glacier varie selon les saisons et les années : les grottes Russell en sont un très bon indicateur.
Creusées dans la roche, au niveau de la partie supérieure du glacier, elles se retrouvent soit sous la neige, soit bien au-dessus, nécessitant un peu d'escalade pour les atteindre.
Les grottes se trouvent actuellement à plus de vingt mètres du niveau du glacier, ce qui permet d'imaginer les dimensions du glacier lors de leur création et le volume de glace perdu en une centaine d'années. Leur accès nécessite un très bon niveau d'escalade. 
Il perd 4,51 m d'épaisseur en 2022 et n'occupe plus que 25 ha.

## Histoire

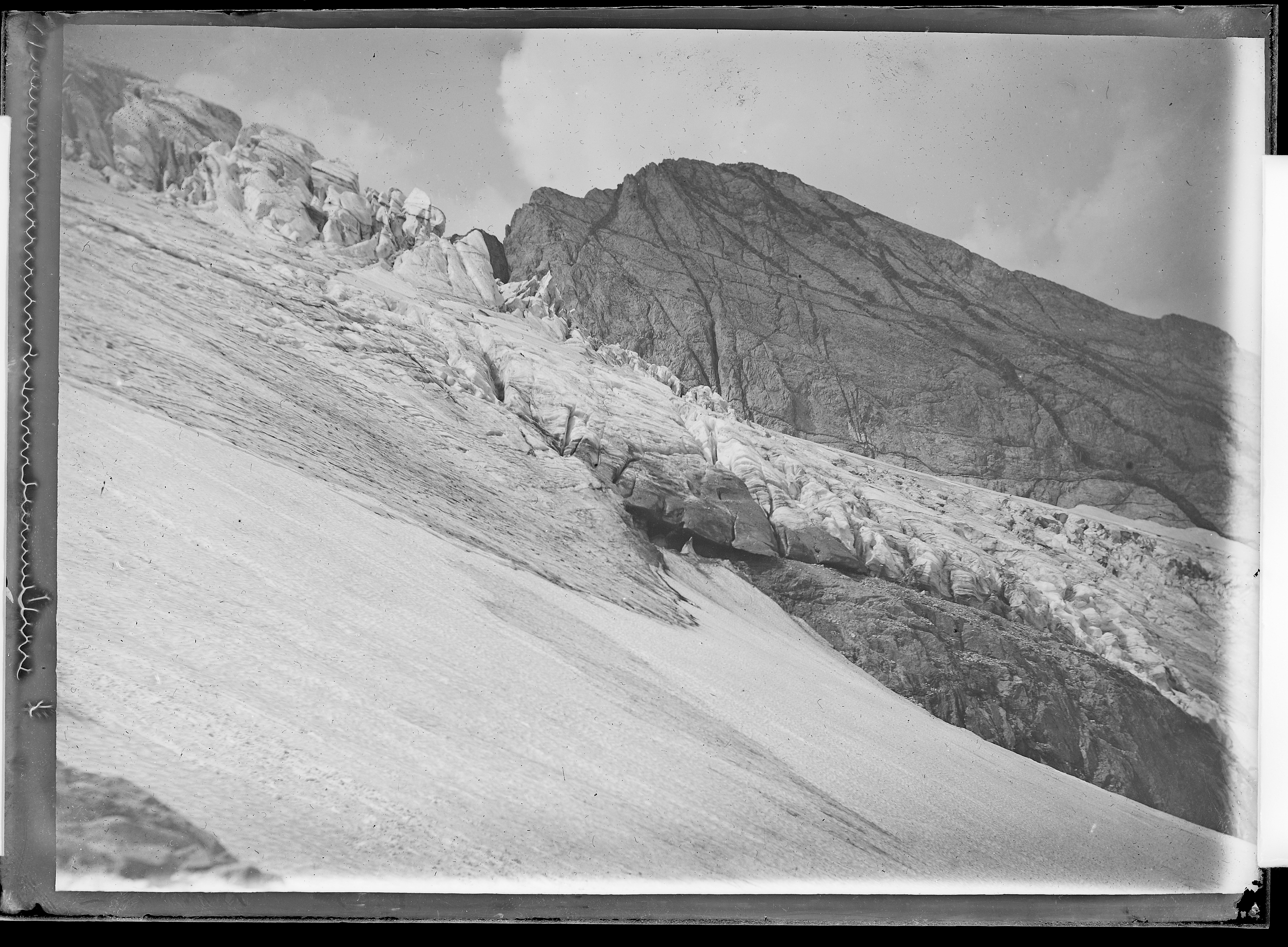
Séracs du glacier d'Ossoue devant le Petit Vignemale, photo d'Eugène Trutat, conservée au Muséum de Toulouse.

Outre les trois grottes mentionnées plus haut, il en existe une quatrième. Construite elle aussi par Henry Russel, il l'appela la grotte Paradis. Elle est située en dessous du sommet, à 3 270 m d'altitude, et son accès nécessite aussi quelques pas d'escalade.

## Voies d'accès
Une des voies possibles pour accéder au glacier consiste à passer par le barrage d'Ossoue et à s'engager sur le GR 10 qui conduit au sommet du Petit Vignemale. Après avoir dépassé les grottes Bellevue, à une altitude d'environ 2 400 m, le sentier se divise : à droite le Petit Vignemale et le refuge Baysselance, à gauche le Grand Vignemale et le glacier d'Ossoue. Le sentier monte à travers les anciennes moraines glaciaires, où la roche a été façonnée au fil des siècles par l'érosion du glacier.